# Birgden (Gangelt)
Birgden ist ein Ortsteil der Gemeinde Gangelt im Kreis Heinsberg in Nordrhein-Westfalen im äußersten Westen Deutschlands. Bei Birgden entspringt der Saeffelbach.

## Nachbarorte
| Langbroich | Schierwaldenrath                            | Waldenrath |
| Kreuzrath  | Kompassrose, die auf Nachbargemeinden zeigt | Straeten   |
| Gangelt    | Stahe                                       | Hatterath  |

## Geschichte
Es wird vermutet, dass zur Zeit der römischen Besiedelung eine Straße von Schierwaldenrath über Birgden nach Waldenrath führte. Nachgewiesen ist eine römische Siedlung am Hanbusch, am Waldrand zu Gillrath. 1923 wurden in der heutigen Bahnhofstraße Reste eines fränkisch-karolingischen Hauses aus dem 8.–9. Jahrhundert entdeckt, dessen geborgene Funde im Landesmuseum Düsseldorf aufbewahrt werden. Die erste urkundliche Erwähnung Birgdens fand allerdings erst 1458 innerhalb eines Pachtvertrages statt. Zur gleichen Zeit initiierten und finanzierten die Einwohner den Bau einer Kirche mitsamt einem heute noch existierenden Glockenturm. Insbesondere aufgrund der massiven Bauweise des Turms und der damaligen Größe des Dorfes kann man auf eine ältere und intakte Dorfstruktur schließen.
2008 fand eine 550-Jahr-Feier statt, die sich allerdings lediglich auf die erste urkundliche Erwähnung bezog. Die 550-Jahr-Feier ist umstritten, kann man doch von einer bedeutend älteren Geschichte des Dorfes ausgehen.

### Birgdener Textilindustrie
Neben der strukturbestimmenden Landwirtschaft blühte bis ins 19. Jahrhundert die Hausweberei. Sie wurde durch die beginnende Industrielle Revolution verdrängt. 1894/1895 baute die Seidenweberei H. E. Schniewind aus Elberfeld eine Fabrik, die bis 1967 in Birgden produzierte, mit bis zu 600 Personen der größte Arbeitgeber der Umgebung wurde und Stoffe herstellte, die u. a. nach Ghana exportiert wurden. Im Jahr 1900 führten schlechte Einkommensverhältnisse zu einem achtwöchigen Weberstreik. Im gleichen Jahr wurde die Fabrik an das Eisenbahnnetz angeschlossen.
Außerdem gab es in Birgden zu Beginn des letzten Jahrhunderts bis zu fünf private Siepnaatpressen.

### Zweiter Weltkrieg
Im Zweiten Weltkrieg stand in Birgden fast fünf Monate die Front, nachdem der Angriff der Alliierten kurz nach dem Einmarsch in Deutschland zum Stillstand gekommen war. Während der Ortskern schon eingenommen war, lag die Straße Starzend im Niemandsland zu dem von den Deutschen gehaltenen Schierwaldenrath. Durch die ständigen gegenseitigen Angriffe wurde der Kirchturm beschädigt, der als Aussichtspunkt der Alliierten fungierte. In dieser Zeit wurden die Einwohner wie die ganze Bevölkerung des von den Alliierten kontrollierten Selfkants ins KZ Herzogenbusch evakuiert.

### Eingemeindung
Am 1. Juli 1969 wurde Birgden durch das Gesetz zur Neugliederung von Gemeinden des Selfkantkreises Geilenkirchen-Heinsberg nach Gangelt eingemeindet.

### Namensherkunft
Die Herkunft des Namens ist umstritten. Die einfachste Erklärung wäre die Abstammung von „Birke“. Da der Ort auf sandigem und damit für diese Bäume günstigem Boden gebaut wurde, ist diese Erklärung die wahrscheinlichste, wenn auch kaum noch Birken stehen. Eine andere, unwahrscheinlichere Theorie leitet den Namen vom keltischen Doppelwort birgo-dunum ab (birgo – Berg, dun – Zaun oder Befestigung). Dies würde auch erklären, warum im dialektalen Sprachgebrauch der Gegend stets von „op dr Berde“, als „auf Birgden“, gesprochen wird und nicht von „in Berde“, denn der Ort liegt auf einer Anhöhe, die das Rodebachtal und das Saeffelbachtal trennt.
Es existieren noch andere Orte mit diesen Namen, unter anderem bei Remscheid. Auch einige historische Persönlichkeiten trugen ihn, wie Johann von den Birghden, der jedoch wahrscheinlich keinerlei Verbindung mit diesem Dorf hatte.

## Pfarrkirche St. Urbanus

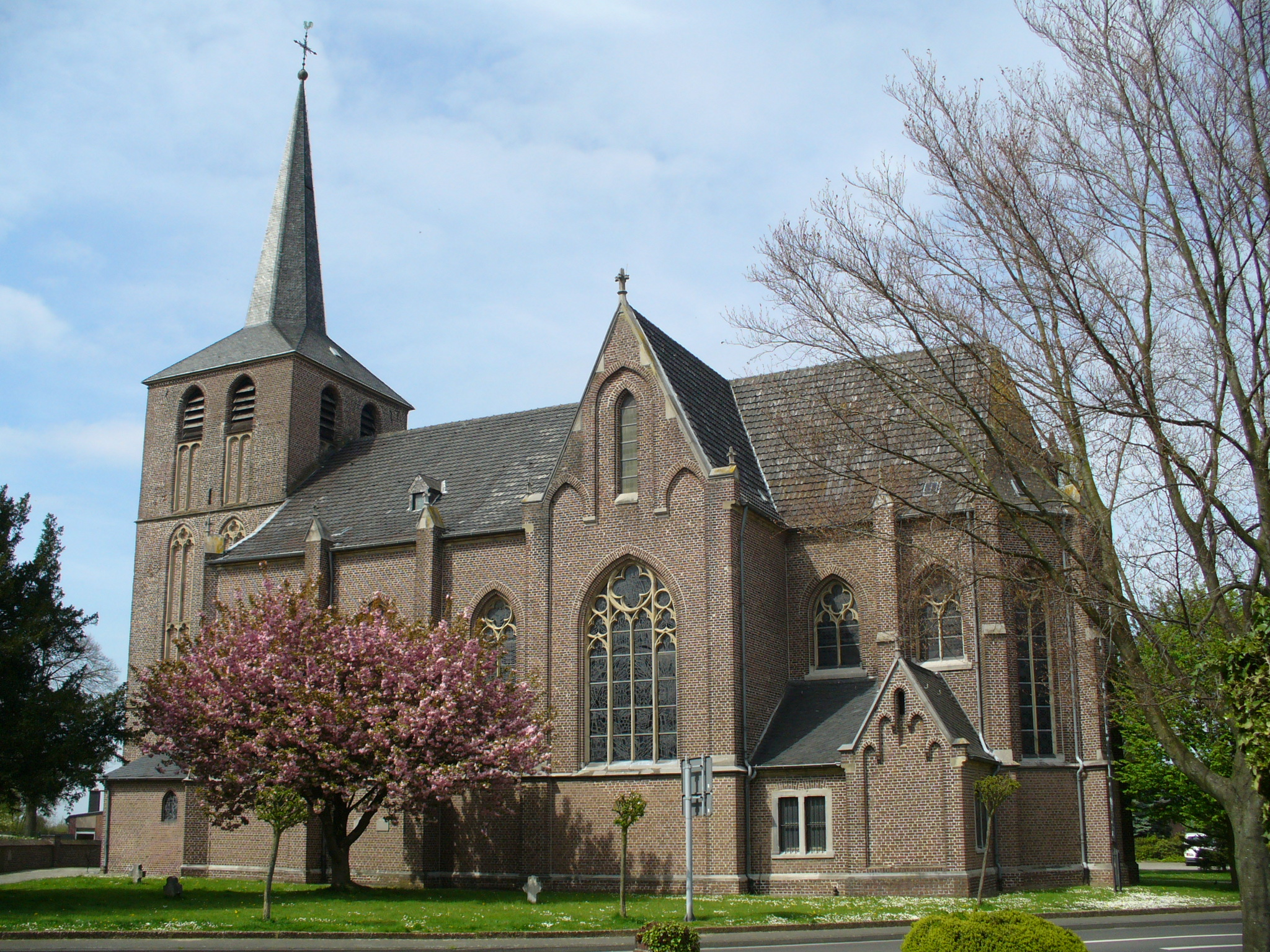
Pfarrkirche St. Urbanus mit dem Turm aus dem 15. Jahrhundert und dem Kirchenschiff von 1867

Vermutlich existierte schon im 12. Jahrhundert an der Stelle der heutigen Kirche eine Kapelle. Mitte des 15. Jahrhunderts gab es Bestrebungen, sich von der Mutterpfarre Gangelt zu lösen. Infolgedessen wurde 1483 von 18 Birgdenern ein wuchtiger Turm mit einer verhältnismäßig kleinen Kirchenhalle fertiggestellt. Diese Einwohner bezahlten auch einen eigenen Rektor, also einen Geistlichen für nicht selbstständige Pfarren. Nach einem Bericht des Pfarrers Benedict Pauen soll in der im 19. Jahrhundert abgerissenen Kirchenhalle über einer Türschwelle das Datum 1457 gestanden haben, das vielleicht den Beginn des Kirchbaus markiert. Der Bau musste schon 1522 erweitert werden. Trotz dieser Bestrebungen wurde Birgden jedoch erst um 1681 eine eigenständige Pfarre. Aufgrund des ständigen Wachstums des Dorfes wurde 1867/68 die Kirchenhalle abgerissen und die heutige im neugotischen Stil erbaut. Der fünfgeschossige Glockenturm aus dem 15. Jahrhundert ist im ursprünglichen Zustand erhalten, lediglich der Dachstuhl wurde nach dessen völliger Zerstörung im Zweiten Weltkrieg neu gebaut.
Wie man noch an den zwei Meter dicken Wänden und den Schießscharten sehen kann, wurde der massive Turm auch als Wehr- und Schutzturm genutzt, da die Bevölkerung ständigen Plünderungen der durchs Land ziehenden Soldatenhorden ausgeliefert war. Überliefert ist ein Angriff lothringischer Soldaten im Jahre 1650 in den Nachwirren des Dreißigjährigen Krieges, bei dem die Bevölkerung im Turm erfolgreich Schutz suchte. Der Grabstein des einzigen Opfers Johann Kreuckels aus Waldenrath ist gegenüber dem Eingang der Kirche in einer Mauer eingelassen.
Von der Kirchenausstattung ist von überregionaler Geltung eine 98,5 cm große spätgotische Maria Immaculata Figur von Heinrich Douvermann aus Kalkar aus der Zeit um 1520. Die Bedeutung dieser Figur wurde lange Zeit unterschätzt, so wurde sie u. a. auf dem Pfarrhausspeicher aufbewahrt. Nach ihrer Wiederentdeckung in der Nachkriegszeit wurde sie zuerst für eine Darstellung der Maria Magdalena gehalten, insbesondere aufgrund ihrer langen und fein gearbeiteten Haarpracht. Nach ihrer Restaurierung, bei der auch das Mieder freigelegt wurde, welches damals als zu anstößig überkittet worden war, wird sie heutzutage als Maria Immaculata interpretiert. Sehenswert im Kircheninneren sind auch die Pieta, eine maasländische Arbeit, die dem Meister von Beek zugeschrieben wird, erstellt um 1510, und eine Urbanusfigur, eine aus dem 18. Jahrhundert stammende sog. Bauernschnitzerei.
Seit 2000 gehört die Pfarre Birgden zur Weggemeinschaft Gangelt.

## Birgdener Betkreuz

Betkreuz

Am Ortsausgang nach Kreuzrath steht das „Birgdener Betkreuz“, eine Feldkapelle zwischen zwei Linden, in der ein altes Eichenkreuz aufbewahrt wird, welches durch ständiges Beschneiden von Gläubigen im Längsbalken recht schlank wurde. Laut einer Legende erschien hier vor diesem Kreuz am 15. April 1798 sieben betenden Kommunionkindern die Gottesmutter. Aus einem zeitgenössischen Bericht:
„Da sie diese ein wenig betrachtet, nahmen sie wahr, das unzählbare Engel gleich drei Prozessionen auf sie zukamen […] Hernach sahen sie die Mutter Gottes mit ihrem Söhnlein auf dem Arme […] Als sie ein Gesetz zu Ehren des heiligen Josef gebetet, sahen sie bei der Mutter Gottes Schoß einen großen Engel ohne Flügel stehen. Als sie ein Gesetz zu Ehren des hl. Petri gebetet, sahen sie zwischen Maria und dem Englein mit dem Häuptchen allein eine große hochblaugekleidete Positur stehen mit einem Bischofshut.“
Daraufhin wurde dieses Kreuz zum Wallfahrtsort, auch da ein durch Pocken erblindeter Junge geheilt worden sein soll. Die französischen Besatzer versuchten mit aller Kraft, die Verehrung zu unterdrücken. Doch wurde durch deren Widerstand die Anbetung nur verstärkt, was sicherlich auch Protest gegen die Besatzung und ihre religionskritische und -unterdrückende Politik war. Mittlerweile ist die Verehrung abgeebbt, denn die Kirche hat die Erscheinung nie anerkannt. Jedoch wird das Betkreuz bis heute noch in Notfällen von Gläubigen aufgesucht.
Als die Bevölkerung 1944 von den Alliierten ins Internierungslager Vught evakuiert wurde, gelobten sie bei einer glücklichen Heimkehr, 50 Jahre lang am Sonntag nach dem Fest der Kreuzerhöhung zum Betkreuz zu pilgern. Diese Tradition wurde bis zum Jahr 2015 gepflegt.

## Der Große und Kleine Pley

Großer Pley

Eine Besonderheit des Dorfes ist der Große Pley, eine dreieckige Grünfläche von zwölf Morgen inmitten des Dorfes, die den Mittelpunkt der dörflichen Aktivität darstellt und von wo sich strahlenförmig die Hauptstraßen erstrecken. Die Entstehung des Großen Pley hat wohl die profane Erklärung, dass die Senke vor Jahrzehnten noch eine morastige Aue war, auf der nicht gebaut werden konnte. Somit entstand das Dorf um diesen Platz herum, welcher den Bauern als Wasserplatz für die Tiere diente. Jedoch könnte er auch ein Hinweis auf eine frühe Besiedlung sein, da dies der fränkischen Bauweise entspricht, wo um einen gemeinsamen Weideplatz gebaut wurde. Heutzutage ist der Große Pley trockengelegt.

Kleiner Pley

Südlich von ihm liegt noch der Kleine Pley, der ein Gegenstück zum Großen Pley darstellt, da er auch dessen Dreiecksform aufnimmt, wobei ihre Spitzen gegenüber liegen. An dieser Verbindungsstelle liegt auf einer sanften Erhebung die Kirche. Beide Plätze stellen den ältesten Teil Birgdens dar. Durch straßenbauliche Maßnahmen Anfang der 1970er Jahre wurde der Kleine Pley auf ca. 1/5 der vorherigen Größe reduziert. Auf ihm steht eine Tobias-und-Raphael-Kapelle.
Mittlerweile sind alle Weiher auf dem Kleinen und dem Großen Pley zugeschüttet, nicht zuletzt auch als Reaktion auf ein Unglück: Am 23. Januar 1950 brach das Eis auf der „Gruete Kuhl“ am nördlichen Ende des Großen Pleys, auf dem zu dieser Zeit viele Kinder schlitterten. Dabei sanken 17 Kinder ein. Nur durch die schnelle Hilfe einiger Personen konnten die meisten Kinder gerettet werden. Besonders Wilhelm Frings ist hier zu nennen, der 9 Kinder aus dem eiskalten Wasser zog. Für zwei Mädchen kam jedoch jede Hilfe zu spät. Ihre Grabsteine sowie der des Wilhelm Frings sind erhalten geblieben und stehen heute auf dem Friedhof beim Ehrenmal.
Der Große Pley wird für zahlreiche kulturelle und sportliche Aktivitäten genutzt. So findet dort das alljährliche Volleyball-Turnier des TUS Birgden statt.
Das Wort „Pley“ ist das niederfränkische Wort für Platz. Es ist im Aachener Raum ein geläufiger Begriff, so existiert auch ein Pley in Oberstolberg, und ein Ortsteil von Würselen trägt diesen Namen.

## Infrastruktur

### Bildung
Birgden besitzt eine Grundschule mit eigenem Schwimmbecken und einen Kindergarten. Eine weitere Grundschule steht kurz vor ihrer Eröffnung. Ein zweiter Kindergarten befindet sich aktuell im Bau.

### Verkehr
Durch die Lage direkt an der B56n mit nahtlosem Anschluss an die A46 Richtung Düsseldorf bzw. A2 Richtung Niederlande ist Birgden ideal an das Schnellstraßenverkehrsnetz angeschlossen.
Die AVV-Linien 423, 434, 435 und 472 der WestVerkehr verbinden Birgden wochentags mit Schierwaldenrath, Gangelt, Geilenkirchen und Heinsberg. 
An Schultagen verkehrt zudem die Linie 437 mit einer Fahrt über Birgden.
Zudem verkehrt der Multi-Bus seit dem 9. Juni 2024 kreisweit erweitert und zu einheitlichen Bedienzeiten. Mehr Informationen gibt es bei WestVerkehr.
| Linie | Verlauf |
| ----- | --- |
| 423   | (Stahe – Niederbusch) / (Kreuzrath – Birgden – Schierwaldenrath – Langbroich) – Birgden Schule oder Breberen Grundschule – (Schümm ←) Kievelberg – Hastenrath – Gangelt – Mindergangelt – Gangelt Bf – Vinteln – Langbroich |
| 434   | Geilenkirchen Bf – Bauchem – Niederheid – Hatterath – Gillrath – Birgden – Schierwaldenrath Bf – Langbroich – Schümm – Brüxgen – Breberen – Saeffelen – Heilder – Höngen                                                    |
| 435   | Geilenkirchen Bf – Bauchem – Gillrath – Stahe – Birgden – Kreuzrath – Gangelt – Süsterseel – Hillensberg – Wehr – Tüddern – Höngen                                                                                          |
| 437   | Geilenkirchen Bf – Bauchem – Niederheid – Hatterath – Gillrath – Stahe – Niederbusch – Gangelt – Hastenrath – Kleinwehrhagen – Großwehrhagen – Höngen                                                                       |
| 472   | Heinsberg Busbf – Schleiden / (Aphoven – Laffeld – Scheifendahl – Erpen) – Straeten – Waldenrath – Birgden (– Schierwaldenrath – Langbroich – Vinteln – Gangelt)                                                            |

### Wirtschaft
Das Dorf verfügt außerdem über eine sehr gute Nahversorgung. Vorzufinden sind unter anderem:
- Ein moderner REWE-Markt und ein Penny
- Mehrere Bäckereien
- Haus-/Zahnärzte und eine Apotheke
- Friseure
- Fitnessstudio und Physiotherapeut
- Diverse Restaurants und Imbisse
- Post- und Buchhandlung
- Schreibwarenladen
- Textilfachmarkt
- Autowerkstätten (auch für Wohnmobile)
- Filialen der Kreissparkasse Heinsberg sowie der Volksbank Heinsberg
- Zahlreiche Sport- und Freizeitvereine
- Getränkemarkt und ein Kiosk
- Diverse weitere wie Versicherungsvertretungen, Finanzberatungen, Matratzenfachgeschäft, Malerfirma, Stahlbaufirma, Fenster- und Rollladenbau, Busreiseunternehmen etc.

Aktuell ist ein Baugebiet im Süd-Osten Birgdens in Planung. Es werden hier voraussichtlich über 200 neue Häuser entstehen.
Ein Seniorenzentrum für betreutes Wohnen ist in einer ehemaligen Mühle untergebracht.

### Kultur und Freizeit
Der historische Birgdener Bahnhof ist die mittlere Station der historischen Museumseisenbahn Selfkantbahn. Die Bahnhofsgaststätte wurde allerdings 2004 abgerissen. Es gibt auch ein kleines Feuerwehrmuseum, in welchem die Entstehung der Feuerwehr in Birgden dargestellt wird und das daneben auch Exponate des dörflichen Lebens enthält.